# 加重語氣
加重語氣（Accent），係指一個句子由於在不同的詞語上加重語氣，造成歧義的現象，往往也和斷句及同音異字有關。

## 示例
例1

- 「他鋼琴彈得很好。」语句重点在“他”，即强调弹钢琴很好的人是“他”
- 「他鋼琴彈得很好。」语句重点在“钢琴”，即强调他弹得最好的是“钢琴”
- 「他鋼琴彈得很好。」语句重点在“弹”
- 「他鋼琴彈得很好。」语句重点在“很”，突出“很好”
- 「他鋼琴彈得很好。」语句重点在“好”

例2

- 「你要飯嗎？」是詢問你是否想吃飯（或想吃其他種類的食物）。
- 「你要飯嗎？」是詢問你是不是來「要飯」（乞討）。

例3

- 「酒點了沒？」是詢問是否已點了酒。
- 「九點了沒？」是詢問是否已過九點。

例4

- 「小姐您姓焦嗎？」是詢問小姐的姓氏是否為「焦」。
- 「小姐您性交嗎？」是詢問小姐是否從事性交易。

## 外部連結
- （英文） Logical Fallacy: Accent（页面存档备份，存于）